# Pyrex

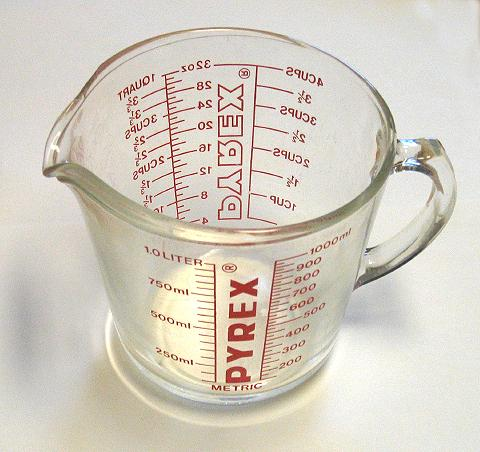
Maatbeker

Pyrex is een merk voor glaswerk dat in 1915 door voormalig Corning Incorporated werd geïntroduceerd. Pyrex werd in het begin gemaakt van restanten van boriumsilicaat. In 1998 verkocht Corning zijn "consumer products division" en het bedrijf ging verder onder de naam "World Kitchen". 
Pyrex keukenglaswerk zoals dat wordt vervaardigd en verkocht in de Verenigde Staten, wordt nu gemaakt van hittebestendig gehard natronkalkglas in de fabrieken van Charleroi, Pennsylvania. De fabrikant stelt dat dit keukenmateriaal geschikt is voor gebruik in een oven en haalt hierbij een brancheorganisatie aan. Naast de productie van het glas in de Europese Unie wordt het laboratoriumglaswerk nog steeds uit boriumsilicaat (borosilicaatglas) gemaakt.
Pyrex is samengesteld uit (in massa/massaprocent): 4% boor, 54% zuurstof, 3% natrium, 1% aluminium, 38% silicium (vormt samen met zuurstof silica), en minder dan 1% kalium.

## Niet in glasbak
Producten van Pyrex mogen niet in de glasbak: bij de temperatuur die gewoon glas laat smelten, vormt boriumsilicaat taaie klonten die de machines in de glasfabriek verstoppen.